# Кьяккио, Умберто
Умберто Кьяккио (итал. Umberto Chiacchio; 8 февраля 1930, Грумо-Невано, провинция Неаполь, Италия — 18 октября 2001

## Политическая деятельность и публикации
В юности он был активистом Народной монархической партии, В 1972 году он был избран депутатом Итальянское социальное движение, во главе с Джорджо Альмиранте, он закончил свой срок в 1976 году.
он также был предпринимателем в Italgest обанкротился в 90-х.